# Campylaspis brevicornis
Campylaspis brevicornis är en kräftdjursart som beskrevs av Jones 1974. Campylaspis brevicornis ingår i släktet Campylaspis och familjen Nannastacidae. Inga underarter finns listade i Catalogue of Life.